# Erasmus Quellinus II

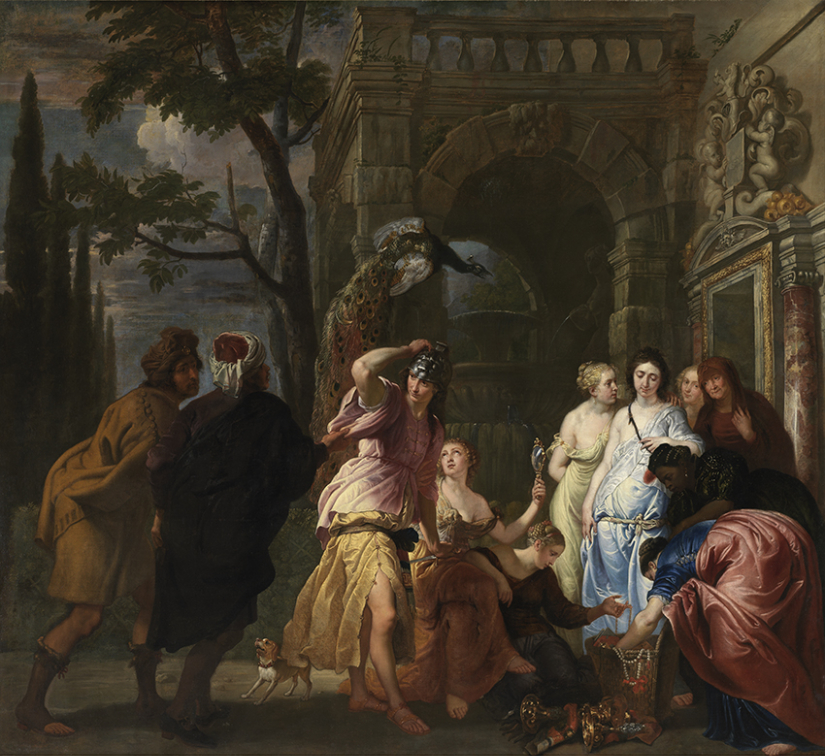
Aquiles entre las hijas de Licomedes, 1643, óleo sobre lienzo, 220 x 240 cm, Brujas, Museo Groeninge.

Erasmus Quellinus II, también llamado Erasmus el Joven (Amberes, 19 de noviembre de 1607-7 de noviembre de 1678), fue un pintor y dibujante flamenco, miembro de una familia de artistas, principalmente escultores, oficio desempeñado por su padre Erasmus Quellinus I y su hermano, Artus Quellinus.

## Biografía y obra
Erasmus se formó inicialmente con su padre, pero habiendo optado por la pintura se inclinó hacia los pintores caravaggistas flamencos como Theodoor Rombouts o Gerard Seghers, para crear mediante el uso de la luz figuras rotundas de modelado escultórico y dibujo preciso.

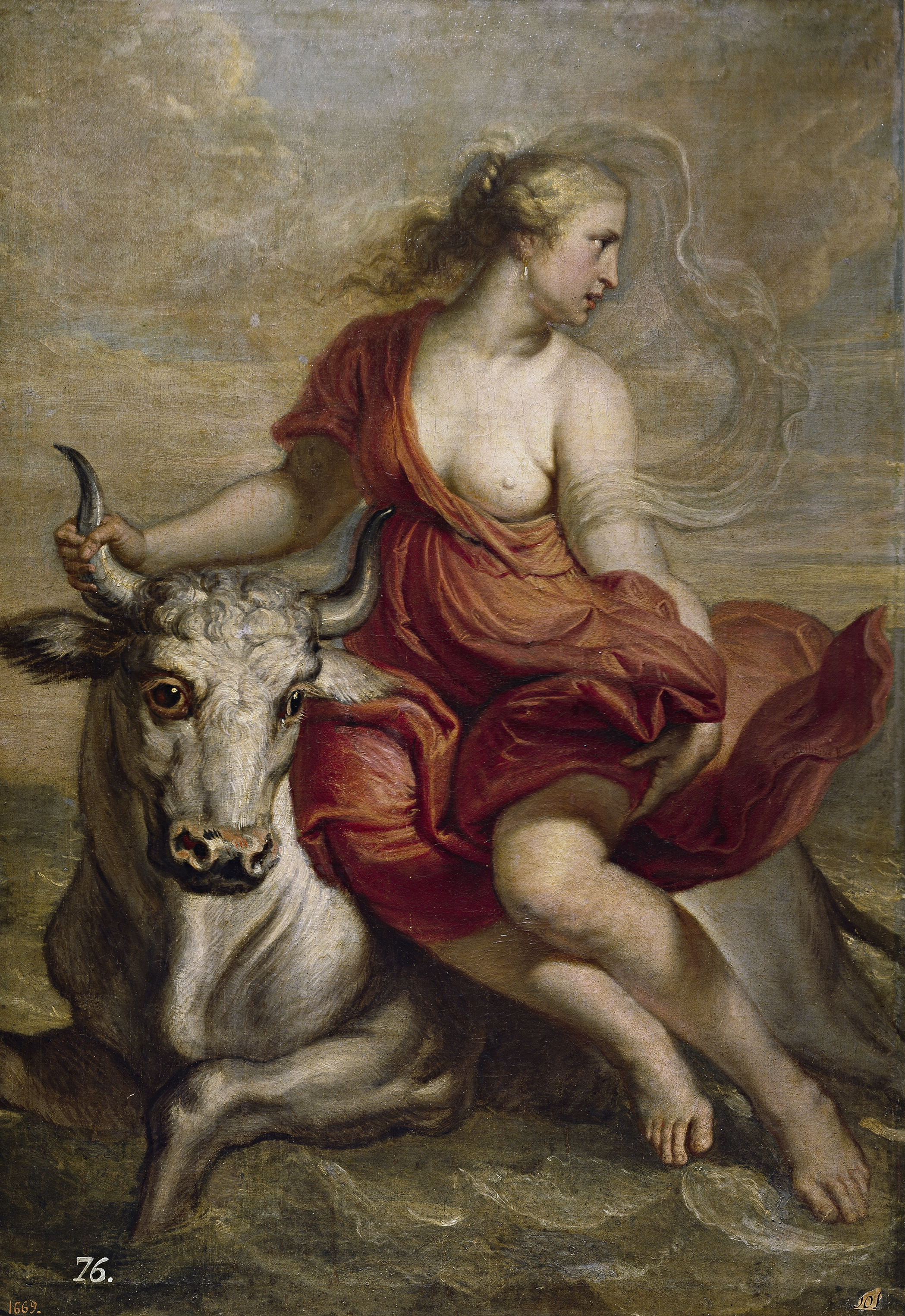
El rapto de Europa, 1636-1638, óleo sobre lienzo, 126 x 87 cm, Madrid, Museo del Prado.

Hacia 1633 se estableció como maestro pintor independiente, ingresando en el gremio de San Lucas de su ciudad natal, a la vez que comenzó a colaborar con Rubens, primero en las lujosas arquitecturas efímeras levantadas para conmemorar la «joyeuse entrée» del cardenal-infante don Fernando de Austria en la ciudad de Amberes el 15 de abril de 1635, y a continuación en el amplio ciclo de pinturas mitológicas encargadas por Felipe IV para la decoración de la Torre de la Parada, en el que Rubens se encontraba trabajando ya en noviembre de 1636. A Quellinus correspondieron en este encargo seis cuadros realizados sobre los bocetos de Rubens, todos ellos conservados en el Museo del Prado, entre ellos La muerte de Eurídice. A partir de este momento su pintura se hizo más ampulosa, eligiendo para sus escenas de asunto tanto histórico como mitológico o religioso lujosos fondos arquitectónicos de raíz clasicista.
Colaboró con cierta frecuencia con Daniel Seghers y con su cuñado Jan Philip van Thielen, pintando las figuras de sus célebres guirnaldas florales y, a partir de 1656, con su hermano Artus se encargó de la decoración del nuevo Ayuntamiento de Ámsterdam y, como pintor oficial del municipio, al menos de hecho, preparó numerosas decoraciones efímeras para las celebraciones festivas organizadas por la ciudad. Como dibujante proporcionó los diseños para series de tapices, como la dedicada a la historia de la familia Thurn und Taxis.
Modelo de pictor doctus, Quellinus llegó a redactar una tesis de filosofía, perdida, y dejó además de una rica biblioteca una nutrida colección de dibujos, propios y ajenos, tanto de maestros flamencos como italianos. Entre sus discípulos y colaboradores se contó su hijo, Jan Erasmus Quellinus.

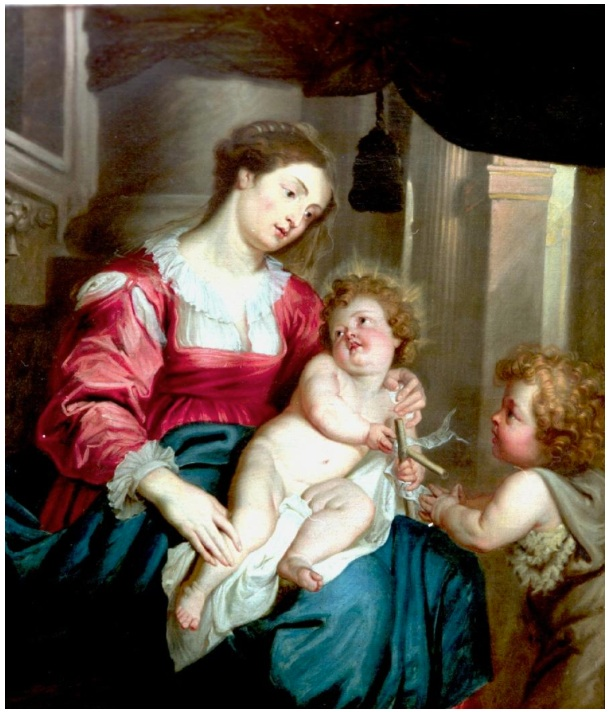
Virgen con el Niño y San Juanito, óleo sobre lienzo, 120 x 100 cm, Madrid, Museo Lázaro Galdiano.

En España, el Museo del Prado conserva además de los seis lienzos procedentes de la Torre de la Parada sobre bocetos de Rubens, un Amor dormido, en depósito en el Museo de Bellas Artes de La Coruña, y una pintura de asunto religioso, El nacimiento de la Virgen, obra de su etapa de madurez, en la que fueron importantes los encargos de cuadros de altar. También de tema religioso, pero de un carácter más íntimo, como destinado a la devoción privada y próximo a los modelos de Rubens, tiene la Virgen y el Niño con San Juanito del Museo Lázaro Galdiano. Firmados y fechados en 1665 el monasterio de las Comendadoras de Santiago de Madrid conserva dos cobres de Quellinus con la Anunciación y Jesús entre los doctores del templo, formando parte de una serie de ocho cobres dedicados a la vida de la Virgen en la que colaboró con Anton Goubau, Willem van Herp, Michael Angelo Immenraet y Abraham Willemsens, todos ellos pintores del círculo de Rubens. De la colaboración con Daniel Seghers hay muestras tanto en el Prado (Guirnalda de flores con la Virgen, el Niño y San Juan) como en la Real Academia de Bellas Artes de San Fernando (Guirnalda de flores con la Virgen, el niño y San Juanito).